# Володин, Семён Егорович
Семён Егорович Володин (1913—1980) — генерал-майор Советской Армии, участник советско-финской и Великой Отечественной войн, Герой Советского Союза (1944).

## Биография
Семён Володин родился 7 мая 1913 года в селе Василев Майдан (ныне — Починковский район Нижегородской области) в крестьянской семье. Окончил шесть классов сельской школы, после чего был вынужден бросить учёбу и пойти работать маслёнщиком на молотьбе. С января 1931 года проживал в Нижнем Новгороде, работал на заводе «Красное Сормово», был учеником слесаря, затем слесарем. В 1935 году Володин окончил Горьковский аэроклуб, став пилотом самолёта «У-2». Осенью того же года он был призван на службу в Рабоче-крестьянскую Красную Армию и направлен в воздушно-десантные войска. Весной 1936 года Володин поступил в Качинскую военную авиационную школу пилотов. После её окончания проходил службу в 57-й бомбардировочной эскадрилье. В 1939 году он вступил в ВКП(б).
Участвовал в советско-финской войне, в марте 1940 года был награждён орденом Красного Знамени. После окончания курсов комиссаров-лётчиков Володин получил назначение в Киевский военный округ. Был комиссаром эскадрильи 210-го бомбардировочного авиаполка, который базировался неподалёку от границы СССР с Румынией.
С первых дней Великой Отечественной войны — на её фронтах. Участвовал в приграничных боях, боях в районе Каховки и Днепропетровска. В конце 1941 года полк был отправлен в тыл на переформирование. Майор Володин 15 июня 1942 года окончил Академические курсы усовершенствования командиров авиационных полков и дивизий и был назначен командиром 735-го штурмового авиаполка. В кратчайшие сроки он освоил штурмовик «Ил-2». Участвовал в разгроме Демянской группировки противника, Курской битве, в том числе штурмовки скоплений войск противника у Прохоровки, освобождении Украинской ССР, битве за Днепр. 5 февраля 1944 года его полк был преобразован в 143-й гвардейский. Летом 1944 года полк Володина участвовал в Львовско-Сандомирской операции, за что получил почётное наименование «Львовского». Всего же к августу 1944 года гвардии подполковник Семён Володин совершил 116 боевых вылетов, в воздушных боях сбил 2 немецких самолёта.
Указом Президиума Верховного Совета СССР от 26 октября 1944 года за «мужество и героизм, проявленные в разгроме Золочевской и Бродской окруженных группировок противника, и за активное участие в освобождении города Львова» гвардии подполковник Семён Володин был удостоен высокого звания Героя Советского Союза с вручением ордена Ленина и медали «Золотая Звезда» за номером 4612.
Вскоре Володин стал заместителем командира 8-й гвардейской штурмовой авиадивизии. В этой должности участвовал в Висло-Одерской операции, освобождении Кракова, Ченстоховы, захвату плацдарма под Бреслау и Кюстрином, Берлинской и Пражской операциях.
После окончания войны Володин продолжал службу в ВВС. В 1950 году он окончил Военную академию Генерального штаба. В 1957 году в звании генерал-майора авиации Володин был уволен в запас. Проживал сначала в Кировограде, затем в Краснодаре. Скончался 20 июля 1980 года, похоронен на Славянском кладбище Краснодара.
Был также награждён тремя орденами Красного Знамени, орденами Отечественной войны 1-й и 2-й степеней, двумя орденами Красной Звезды, а также рядом медалей.